# Арди, Роман
Роман Арди (фр. Romain Hardy, род. 24 августа 1988 в Флерсе, Орн, Франция) — французский профессиональный шоссейный велогонщик, выступающий с 2017 года за команду Arkéa–Samsic.  

## Достижения

#### Выступления
2008
- 2-й — Tour de Gironde
- 6-й — Kreiz Breizh Elites

2009
- 4-й — Льеж — Бастонь — Льеж для U-23
- 6-й — Вольта Португалии

2010
- 3-й — Тур де л'Авенир
  - 1-й на этапе 4
- 3-й — Polynormande
- 3-й — Boucles de l'Aulne
- 4-й — Tour du Finistère
- 4-й — Prueba Villafranca de Ordizia

2011
- 2-й — Paris–Camembert
- 5-й — Classic Sud-Ardèche
- 8-й — Tour du Finistère

2012
- 4-й — Tour du Haut Var
  - 1-й на этапе 1
  - 1-й  Молодёжная классификация

2014
- 3-й — Тур Турции
- 4-й — Paris–Camembert
- 6-й — Boucles de l'Aulne
- 6-й — Polynormande
- 7-й — Тур Люксембурга

2017
- 2-й — Trofeo Laigueglia

## Статистика выступлений наГранд Турах
- Тур де Франс
  - Участие:3
    - 2014: 64
    - 2015: сход на этапе 11
    - 2016: 27

- Джиро д'Италия
  - Участие:0

- Вуэльта Испании
  - Участие:0